# リバテープ製薬
リバテープ製薬株式会社（リバテープせいやく）は、熊本県熊本市北区植木町に本社を置く化粧品・医薬品の製造企業である。救急絆創膏や消毒薬といった外用薬を中心に製造・販売している。

## 概要
社名および主力商品である「リバテープ」の名は消毒薬のリバノール（アクリノールの商品名）に由来。
阿蘇製薬と同時期に救急絆創膏を製品化・販売した企業として知られている。
熊本県内では殊にその影響力は大きく、他社製の救急絆創膏をも「リバテープ」と呼び、熊本県民は「リバテープ」が救急絆創膏の一般的な名称であると誤認している者も多い。熊本県外でも、九州・沖縄各県民などが絆創膏の事を「リバテープ」と呼び、他地方の人に通じないことがある。
現在では医薬品のみならず、基礎化粧品「レフリエ」や青汁などの健康食品も製造している。

## 沿革
- 1878年（明治11年）星子亀次郎が膏薬「ほねつぎ膏」の製造を開始[2]。
- 1902年（明治35年）屋号を「星子旭光堂」とする。製薬企業として本格的に出発[2]。
- 1945年（昭和20年）星子亀次郎が死去。戦後の混乱もあり経営難に陥る。
- 1950年代後半 三代目である星子義法がアメリカ軍が使用していた救急用の包帯に着想を得て救急絆創膏を開発[2]。
- 1956年（昭和31年）「リバテープ」の商品名で薬液付き救急絆創膏の販売を開始[3]。
- 1967年（昭和42年）社名を『合資会社リバテープ』に改称[3]。
- 1972年（昭和47年）社名を現在のリバテープ製薬株式会社とする[3]。

## 商品

### 絆創膏
- フレックスケア
- 黒布ばんそうこう
- 防水やわらかフィット
- リバテープW

### スキンケア・ヘアケア
- 咲水
- リマーユ